# Le Burgaud
Le Burgaud (em occitano:  Le Burgau) é uma comuna francesa na região administrativa da Occitânia, no departamento do Alto Garona. Estende-se por uma área de 24.18 km², com 972 habitantes, segundo o censo de 2018, com uma densidade de 40 hab/km².